# Julien Loubet
Julien Loubet (Toulouse, 11 de enero de 1985) es un ciclista francés que fue profesional entre 2005 y 2011 y entre 2015 y 2018.

## Biografía
Debutó como profesional en 2007 con el equipo francés Ag2r-Prévoyance en el que permaneció hasta 2011. Se recalificó como amateur en 2012 con el equipo US Montauban 82. Al año siguiente se unió, también como amateur, al conjunto GSC Blagnac renombrado en 2014 por GSC Blagnac-Velo Sport 31. En 2015 retornó al profesionalismo con el conjunto Team Marseille 13-KTM. En 2018 fichó por el conjunto Euskadi Basque Country-Murias, sin embargo no llegó a disputar ninguna carrera y finalmente decidió abandonar el ciclismo profesional el 16 de abril de 2018 tras once años como profesional y con 33 años de edad.

## Palmarés
2008
- 3.º en el Campeonato de Francia en Ruta

2010
- 1 etapa de la Tropicale Amissa Bongo

2014 (como amateur) 
- Tour de Marruecos, más 2 etapas
- 1 etapa del Tour de Gironde

2015
- París-Camembert

2017
- Tour de Finisterre
- 1 etapa de la Ruta del Sur

## Resultados en Grandes Vueltas
| Carrera | Carrera         | 2005 | 2006 | 2007 | 2008 | 2009 | 2010 | 2011 | ... | 2015 | 2016 | 2017 |
| ------- | --------------- | ---- | ---- | ---- | ---- | ---- | ---- | ---- | --- | ---- | ---- | ---- |
|         | Giro de Italia  | —    | —    | Ab.  | —    | Ab.  | —    | —    | —   | —    | —    | —    |
|         | Tour de Francia | —    | —    | —    | —    | —    | —    | —    | —   | —    | —    | —    |
|         | Vuelta a España | —    | —    | —    | 70.º | Ab.  | —    | —    | —   | —    | —    | —    |

—: no participa

Ab.: abandono

## Equipos
- Ag2r (2005-2011)
  - Ag2r Prévoyance (2005-2007)
  - Ag2r La Mondiale (2008-2011)
- US Montauban 82 (2012) (amateur)
- GSC Blagnac (2013-2014) (amateur)
- Team Marseille 13-KTM (2015)
- Fortuneo-Vital Concept (2016)
- Armée de terre (2017)
- Euskadi Basque Country-Murias (2018)